# Jan Čech
Jan Čech (20. října 1899 Kateřinky – 31. srpna 1943 Kassel) byl český voják a protinacistický odbojář.

## Život

### Před druhou světovou válkou
Jan Čech se narodil 20. října 1899 v Kateřinkách u Opavy do chudé rodiny. Vyučil se zámečníkem, ale stal se vojákem z povolání a dosáhl hodnosti rotmistra. Působil jako cvičitel tělesné výchovy na Vojenské akademii v Hranicích, byl členem zdejšího Skauta a Sokola. V obou organizacích opět působil jako cvičitel se zaměřením na těžkou atletiku. Oženil se a stal se otcem dvou dcer.

### Druhá světová válka
Po německé okupaci se v dubnu 1939 zúčastnil tajné schůzky, na které byla ustavena hranická pobočka protinacistické odbojové organizace Obrana národa. Schůzka byla iniciována velitelem hranické vojenské akademie gen. Otakarem Zahálkou, dále byli přítomni škpt. Rudolf Řípa, škpt. Václav Pukl, por. Alfréd Urban a podnikatel Hubert Pavézka. Jan Čech dostal společně s Hubertem Pavézkou na starost výzbroj skupiny. Během května 1939 obstarali zbraně vloupáním do armádních skladišť zbraní v Hranicích a Olomouci, trhaviny pak z lomu Skalka u Hranic. Z bývalé Vojenské akademie se mu též podařilo odcizit cyklostyl, který poté sloužil k výrobě ilegálních tiskovin. Ty byly distribuovány pomocí železnice. V létě 1939 vystřídal Otakara Zahálku ve vedení organizace Václav Pukl. Ta se poté zabývala výrobou a distribucí nelegálních tiskovin, sabotážemi na železnici, shromažďování zbraní a přípravou event. protiněmeckého povstání. Jan Čech byl za svou činnost 26. září 1939 zatčen gestapem. Vězněn byl postupně v Olomouci a Breslau. Byl nucen pracovat na německé železnici. Dne 31. srpna 1943 zemřel ve věznici v Kasselu.

## Posmrtná ocenění
- 1945 Československý válečný kříž 1939
- 1945 Junácký kříž „Za vlast“ 1939–1945
- Jan Čech byl in memoriam povýšen do hodnosti štábního poručíka